# Federação Nacional de Estudantes de Direito
A Federação Nacional de Estudantes de Direito - FENED  é a entidade central do Movimento Estudantil dos Alunos de Direito e visa representar e organizar as os estudantes de Direito do  Brasil.
A entidade foi fundada em 1996 durante o XVII ENED (Encontro Nacional dos Estudantes de Direito), na cidade de Niterói no estado do Rio de Janeiro.

## Princípios e Finalidade
Assim sendo, é relativamente nova e com plena autômia em relação ao Estado, aos Partidos Políticos e aos Governos. Seus princípios e finalidades orientadores são claros, sendo eles:
- Lutar pela rediscussão e aprofundamento das questões que envolvem todo o sistema de ensino, pesquisa e extensão jurídicos, propiciando melhor desenvolvimento político e cultural do estudante de Direito dentro de um perspectiva crítica e libertadora.

- Aprofundar discussões referentes à Universidade Brasileira, encaminhando propostas que visem a garantia de sua democracia interna, autonomia e gratuidade, além, evidentemente, do acesso a todos, dentro dos interesses e necessidades da maioria da população brasileira.

- Propor formas de luta que, contribuindo para a maior integração do estudante de Direito, visem a utilização desta ciência como instrumento de transformação social e participação em movimentos populares, posicionando-se sobre as conjunturas política e econômica da sociedade, a fim de que se alcance uma efetiva justiça social e expresse os interesses da maioria da população brasileira.

- Repudiar todas as formas de autoritarismo que venham se abater sobre a sociedade brasileira e internacional, apoiando todos os povos na luta pela sua libertação.

- Criar mecanismos de avaliação e divulgação das suas instâncias.
- Lutar pela integração latino-americana de estudantes de Direito.
- Lutar contra o racismo, a homofobia, o machismo e todas as outras formas de opressão na sociedade, bem como pela inclusão de estudantes de Direito portadores de necessidades especiais.

## Membros
Podem compor e filiar-se à FENED entidades estudantis representativas dos cursos superiores de Direito de todo o país, através do pagamento da taxa semestral e da participação nas instâncias da Federação. Desta maneira, todos os estudantes representados pelos CA’s e DA’s filiados, estarão automaticamente filiados.
Seu órgão máximo de deliberação é a Assembléia Geral, realizada uma vez ao ano, durante o ENED - Encontro Nacional dos Estudantes de Direito, que também ocorre uma vez por ano, em julho. Em tal Assembléia, todos os estudantes de Direito, independentemente de pertencerem a uma entidade filiada ou não, podem votar. No último ENED (Caxias do Sul/RS, realizado entre 13 e 19 de julho de 2008), estavam presentes aproximadamente 1.500 acadêmicos de todo o país.

## Estrutura Nacional
A FENED é formada por várias instâncias deliberativas. A maior instância da FENED é a Assembléia Geral dos Estudantes, organizado no ENED, mais exatamente no final do encontro quando é definido a nova CONED, a próxima sede do ENED, e os rumos da FENED ao longo do ano.
Logo abaixo, a próxima instância deliberativa é o Conselho Nacional das Entidades Representativas de Estudantes de Direito, CONERED. Este conselho reuni os CA's e DA's de direito do país para debater vários temas relevantes aos estudantes de direito, e assim como a organização do ENED.
O próximo órgão deliberativo é a CONED. É o órgão executivo da FENED, eleita no ENED, é composta por 11 diretorias, 22 membros, titular e suplente, sendo que cada membro será indicado por um CA ou DA, no qual será respeitado a regionalidade, pelo menos uma diretoria de cada região do país, e 30% no total de membros será composta por mulheres.
E o último órgão deliberativo é o Centro ou Diretório Acadêmico. Cada entidade representativa do país representa a FENED em sua faculdade, e cada entidade representativa faz parte desta federação. A FENED é construida pelos CA's e DA's, e todos tem grande importância para o Movimento Estudantil de Direito. Com a participação de todos, podemos conquistar vários de nossos objetivos, principalmente pela garantia da qualidade do ensino jurídico, e a efetivação da lei de estágio.
- ENED

Encontro Nacional de Estudantes de Direito
(Fórum máximo dos Estudantes de Direito do Brasil)
- CONERED

Conselho Nacional das Entidades Representativas de Estudantes de Direito
(Reúne os CA’s e DA’s de Direito do País)
- CONED

Coordenação Nacional dos estudantes de Direito
(Formado por membros indicados pelos CA'e DA's do país)
- CA’s e DA’s

Centros e Diretórios Acadêmicos

## Estrutura Regional
- ERED

Encontro Regional de Estudantes de Direito, organizado pelas diversas regionais existentes no País. Neste evento há o fórum máximo dos Estudantes de Direito da Regional, através da plenária. Em regra, a cada ano tem uma temática a ser debatida.
- CORERED

Conselho Regional das Entidades Representativas de Estudantes de Direito, que reune os 
(Reúne os CA’s e DA’s de Direito da Regional)
- CORED

Coordenação Regional dos estudantes de Direito
(É o órgão executivo, eleito no ERED)
- CA’s e DA’s

Centros e Diretórios Acadêmicos
Exemplo:
Centro Acadêmico de Direito da UFMA

## O Encontro Nacional de Estudantes de Direito
O Encontro Nacional é um evento anual entre os estudantes dos cursos jurídicos de graduação brasileiros que acontece em julho. Foi em sua edição de número XVII, em Niterói, que se criou a Fened, que hoje organiza o evento.
Durante o ENED, realizam-se uma série de painéis com convidados que palestram sobre os mais diversos assuntos de importância jurídica, após os quais os estudantes discutem em Grupos de Trabalho propostas a serem avaliadas na Plenária do último dia do evento. As propostas giram em torno das posturas políticas que a Fened adotará. Durante o evento, também ocorrem uma série de festas e celebrações. 
O primeiro ENED foi realizado em 1979, na faculdade de direito da Universidade Federal de Minas Gerais. A cidade que realiza o ENED é escolhida na plenária do ENED anterior, havendo rodízio entre as regiões do Brasil para a escolha. O histórico até hoje é o seguinte:
1979 - I ENED - Belo Horizonte/MG
1980 - II ENED - ?
1981 - III ENED - ?
1982 - IV ENED - ?
1983 - V ENED - Niterói/RJ
1984 - VI ENED - Salvador/BA
1985 - VII ENED - Curitiba/PR
1986 - VIII ENED - Fortaleza/CE
1987 - IX ENED - Porto Alegre/RS
1988 - X ENED - Rio de Janeiro/RJ
1989 - XI ENED - Salvador/BA. Tema: "Direitos Sociais: Sindicalização e Direito de Greve (Funcionalismo Público e Autonomia)"
1990 - XII ENED - São Paulo-SP (Na PUC-SP). Tema: "Democratização de Judiciário e exercício da cidadania"
1991 - XIII ENED - Teresina -Piauí Tema:  "O Direito Alternativo"
1992 - XIV ENED - Belém/PA
1993 - XV ENED - Belo Horizonte/MG. Tema: "Crise de Legitimidade e de Organização dos Movimentos Sociais"
1994 - XVI ENED - Blumenau/SC
1996 - XVII ENED - Niterói/RJ
1997 - XVIII ENED - Fortaleza/CE
1998 - XIX ENED - São Leopoldo/RS
1999 - XX ENED - Belém/PA
2000 - XXI ENED - Brasília/DF
2001 - XXII ENED - Piracicaba/SP
2002 - XXIII ENED - Salvador/BA - Tema: Sobre Diversidade Cultural e a Construção da Ordem Jurídica Social
2003 - XXIV ENED - Curitiba/PR
2004 - XXV ENED - Belém/PA
2005 - XXVI ENED - Goiânia/GO
2006 - XXVII ENED - Campinas/SP - O Direito em uma perspectiva transformadora da realidade
2007 - XXVIII ENED - Maceió/AL
2008 - XXIX ENED - Caxias do Sul/RS - Tema: 20 anos da Constituição Federal
2009 - XXX ENED - Belém/PA - Tema: Direitos Humanos na Amazônia
2010 - XXXI ENED - Brasília/DF - Tema: O Direito entre a Razão e a Sensibilidade
2011 - XXXII ENED - São Paulo/SP - Tema: O Estado de Direito no Banco dos Réus
2012- XXXIII ENED - Parahyba (João Pessoa)/PB - Tema: Direitos Humanos e Modelo de Desenvolvimento Econômico
2013- XXXIV ENED - Pelotas/RS - Tema: A Universidade e o Mundo do Trabalho
2014 - XXXV ENED - Brasília/DF Tema: Estado de exceção e Megaeventos
2015 - XXXVI ENED - Belo Horizonte/MG - Tema: "Por uma Educação Jurídica Emancipatória"
2016 - XXXVII ENED - Salvador/BA - Tema: "Direito(s) em crise: diálogos de resistência"
2017 - XXXVIII ENED - Rio de Janeiro/RJ - Tema: "Por nenhum direito a menos: Temer jamais" 
2018 - XXXIX ENED - Belém/PA - Tema: "A voz do povo é a nossa Constituição" 
2019 - XL ENED - Curitiba/PR - Tema: